# Thompsons Pyramidenfalterfisch
Der Thompsons Pyramidenfalterfisch (Hemitaurichthys thompsoni) ist eine Art aus der Familie der Falterfische.

## Merkmale
Der Thompsons Pyramidenfalterfisch erreicht eine maximale Länge von 18 Zentimetern.
Der Fisch hat einen einheitlich grau bis blau gefärbten, hochrückigen und seitlich abgeflachten Körper.
Vom sehr ähnlichen Vielstachligen Falterfisch unterscheidet sich der Thompsons Pyramidenfalterfisch durch seine geringere Anzahl an Hartstrahlen in der Rückenflosse und Afterflosse.
- Flossenformel: Dorsale XII/25–27, Anale III/20–21[1]

## Verbreitung
Das Verbreitungsgebiet des Thompsons Pyramidenfalterfischs erstreckt sich über weite Teile des Pazifiks: Von den Bonin-Inseln und den Marianen im Nordwesten über Taongi und das Wake-Atoll, das Johnston-Atoll, Samoa, den Cook Inseln, bis nach Hawaii und den stärker im Südosten gelegenen Gesellschaftsinseln und dem Tuamotu-Archipel.

## Vorkommen und Verhalten
Der Thompsons Pyramidenfalterfisch kommt in äußeren Korallenriffen sowie an Steilabhängen vor, wo er sich mit Artgenossen zu großen Schulen zusammenschließt. Der Fisch hält sich in einer Tiefe von 4 bis 300 Metern auf.
Der Thompsons Pyramidenfalterfisch ernährt sich hauptsächlich von Zooplankton, wobei er Ruderfußkrebse bevorzugt. Jedoch ernähren sich Thompsons Pyramidenfalterfische gelegentlich auch von Korallen. Die Fische sind getrenntgeschlechtlich und eierlegend, wobei die Befruchtung außerhalb des Körpers stattfindet. Zur Fortpflanzungszeit sind Thompsons Pyramidenfalterfische paarweise anzutreffen. Die Fische sind ziemlich widerstandsfähig, was sich darin widerspiegelt, dass sich ihre Population in weniger als 15 Monaten verdoppelt.
Der Thompsons Pyramidenfalterfisch hybridisiert bei Hawaii mit dem Gelben Pyramidenfalterfisch.

## Taxonomie und Benennung
Der Thompsons Pyramidenfalterfisch wurde zuerst 1923 vom US-amerikanischen Zoologen Henry Weed Fowler formell beschrieben, wobei als Typenfundort der Fischmarkt in Honolulu angegeben wurde. Das Artepitheton ehrt den ehemals am Bishop Museum in Honolulu tätigen Künstler und Modellierer John W. Thompson, der ein Exemplar des Thompsons Pyramidenfalterfischs auf eben genanntem Fischmarkt entdeckte und ins Museum brachte.

## Nutzung und Gefährdung
Der Thompsons Pyramidenfalterfisch wird bei Hawaii gelegentlich für den Aquariumhandel gefangen, ist jedoch aufgrund seiner einheitlich grauen Färbung nicht so attraktiv wie einige seiner verwandten Arten. Dies scheint keine schwerwiegenden Auswirkungen auf die Population zu haben. Die IUCN stuft den Thompsons Pyramidenfalterfisch als nicht gefährdet ein.